# Pato-ferrão
O pato-ferrão (Plectropterus gambensis) é uma ave da família das Anatidae, comum na África subsariana. É também conhecido como Ganso-da-Gâmbia. No centro e sul de Angola é também conhecido como javaou janda, e em Moçambique recebe o nome de sécua.

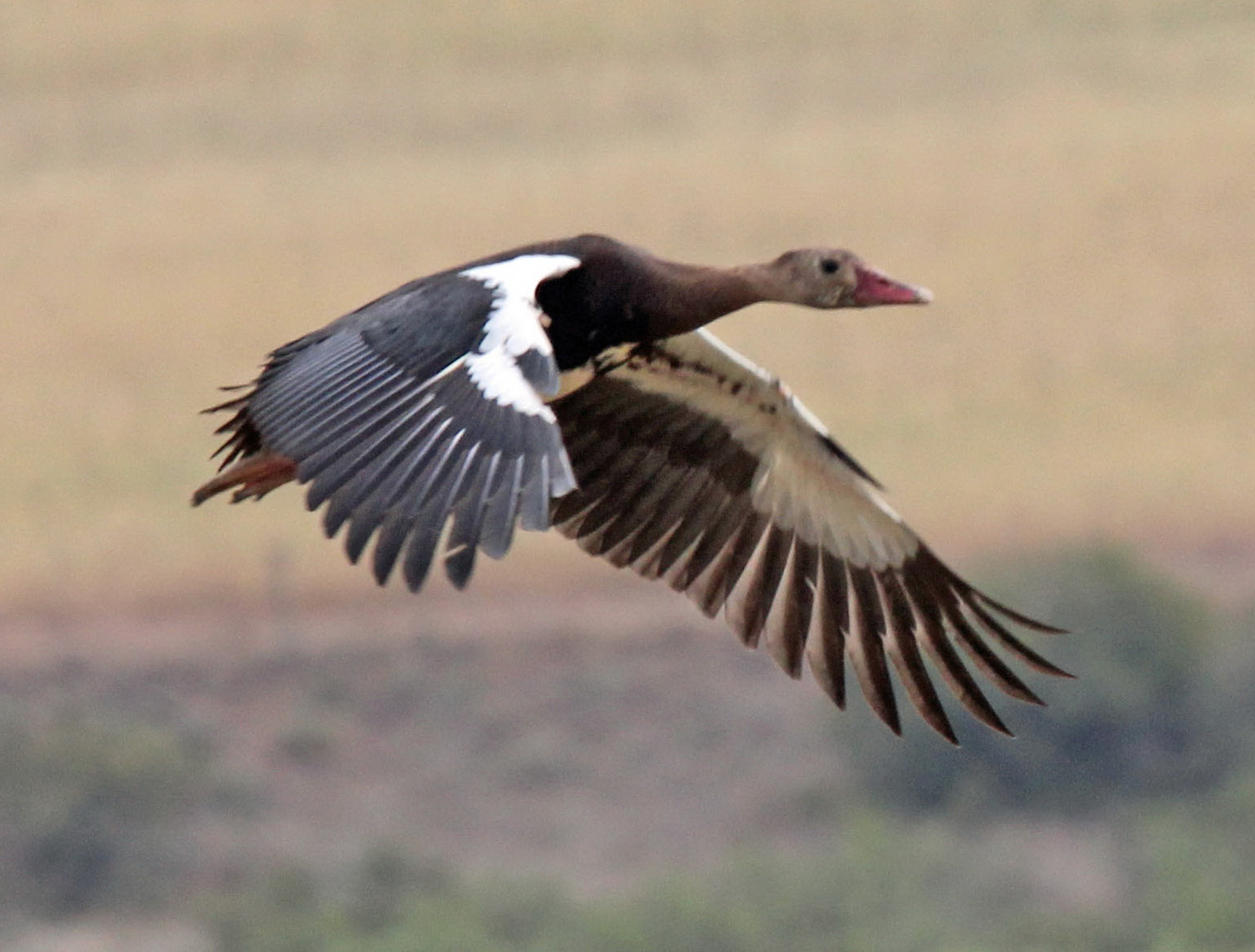
Um pato-ferrão em pleno voo numa reserva natural na África do Sul

Apesar dos nomes populares pato-ferrão ou ganso-da-Gâmbia, esta ave não pertence a nenhuma destas sub-famílias e sim a uma própria, apresentando características distintas e únicas. É no entanto considerado o maior 'ganso' selvagem do mundo. É a maior ave aquática do continente africano.
Habita as áreas húmidas e planícies perto de cursos de água.  
Os machos são muito maiores do que as fémeas, chegando a pesar até sete quilos. As fémeas em média pesam ente quatro a cinco quilos.  A envergadura das asas dos machos pode chegar aos dois metros. A maior parte de suas penas são negras, sendo a cabeça e parte das asas brancas. O bico e as pernas são vermelhos.
Pode ser domesticado, mas é uma ave perigosa, usando o esporão que tem na dobra da asa (de onde deriva o nome pato-ferrão) para atacar quando se sente ameaçada ou para defender as crias. 
É considerada uma espécie invasora em partes da Europa, incluindo Portugal.